# Truman Annex

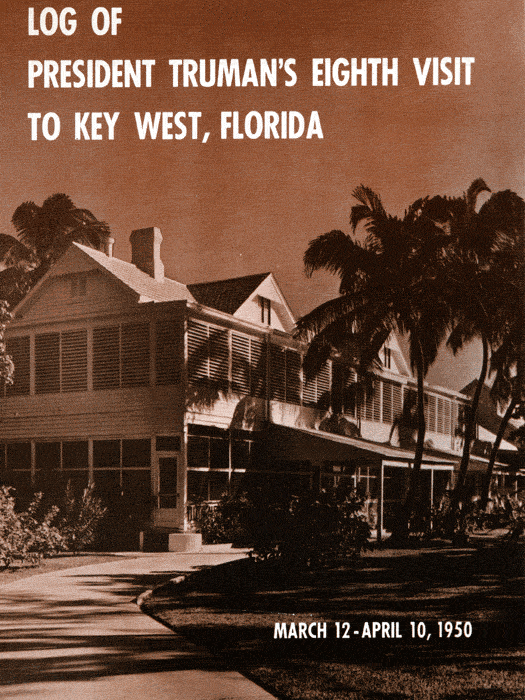
Das offizielle Protokoll des 8. Besuchs von Harry S. Truman in Key West vom 12. März bis 10. April 1950 (Truman Library)

Truman Annex ist ein Stadtviertel (neighborhood) und eine Militäreinrichtung am westlichen Rand von Key West auf der Insel Key West in den Florida Keys. Der Stadtteil umfasst das Stadtgebiet westlich der Whitehead Street mit Ausnahme des Bahama Village. Im Truman Annex befindet sich das Harry S. Truman Little White House, die Winterresidenz des Präsidenten in der ehemaligen Naval Station Key West. Harry S. Truman verbrachte hier 175 Tage während insgesamt 11 Besuchen in der Stadt.

## Geschichte
„The Annex“ wurde 1845 als Teil des Fort Zachary Taylor, einer Einrichtung der U.S. Army, aufgebaut. Das Fort wurde wahrscheinlich 1947 vom „Fort Zachary Taylor Annex“ zur Naval Station Key West umgebaut. 1932 wurden neue Docks als Heimbasis für Unterseeboote der U.S. Navy gebaut. 1974 wurde die Basis weitestgehend aufgegeben, weil die Anlagen für die modernen Atom-U-Boote zu klein wurden. Heute operiert die Naval Air Station Key West etwa 10 Kilometer östlich auf der Insel Boca Chica Key als primärem Stützpunkt der Navy in Key West.
Das Gebiet des ehemaligen Fort befindet sich heute im Besitz des Staates Florida und wurde zum „Fort Zachary Taylor State Park“. Ein großer Teil des Annex wurde an private Investoren verkauft, die es zu einer geschlossenen Wohnanlage umgebaut haben, und ein Gebiet von etwa 130.000 m2 wurde der City of Key West kostenfrei als Grünfläche übergeben. Der Rest der Fläche wird weiterhin als Militäreinrichtung genutzt und ist bekannt als „Naval Air Station Key West - Truman Annex“. 
Während der Mariel-Bootskrise in den 1980er Jahren kamen viele kubanische Flüchtlinge über den Truman Annex in die Vereinigten Staaten.